# Karl Kaser
Karl Kaser (5. května 1861 Tišnov - 19. června 1942 Vídeň) byl rakouský právník a fotograf.

## Život
Byl synem notáře Johanna Kasera a jeho manželky Henrietty. Vystudoval práva na univerzitě ve Vídni a brzy potom si založil vlastní advokátní kancelář. V roce 1896 se oženil s Almou Rink. Krom provozování advokacie byl rovněž nadšeným fotografem. Jeho životní dílo obsahuje více než dvanáct tisíc fotografií, hlavně rakouských motivů, ve formě skleněných negativů.
Kaserova fotografická činnost je rozložena do let 1898-1939, s vrcholem kolem přelomu století. V této době působil jako poloprofesionální fotograf. Jeho fotografie byly zveřejňovány v různých dobových časopisech. Kaser se věnoval jak krajině, tak i portrétní fotografii. Po Kaserově smrti, jeho archiv putoval do podkroví, kde zůstal až do roku 2002.

## Galerie

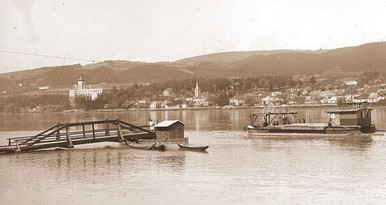
Karl Kaser – pramice na Dunaji (1915)
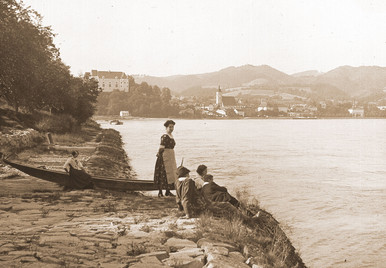
Karl Kaser – Grein na Dunaji (1915)
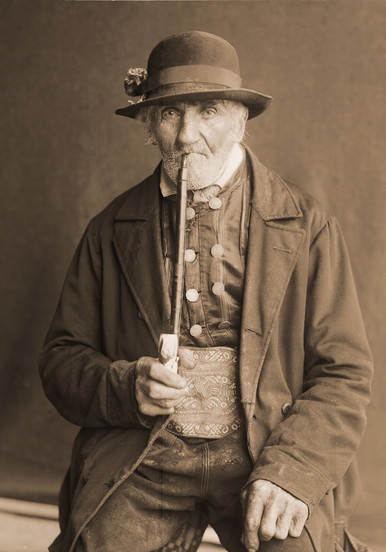
Karl Kaser – Josef Loferer (1910)